# Micrurus petersi
Micrurus petersi este o specie de șerpi din genul Micrurus, familia Elapidae, descrisă de Roze 1967. Conform Catalogue of Life specia Micrurus petersi nu are subspecii cunoscute.